# Marina Foïs
Pour les articles homonymes, voir Fois.
Marina Foïs est une actrice franco-italienne, née le 21 janvier 1970 à Boulogne-Billancourt.
Elle est révélée durant les années 1990 comme membre de la troupe Les Robins des Bois, qui se produit sur scène et sur les chaînes Comédie ! et Canal+.
Durant les années 2000, elle perce au cinéma dans un registre comique avec : La Tour Montparnasse infernale (2001), Astérix et Obélix : Mission Cléopâtre (2002), Bienvenue au gîte (2003), RRRrrrr!!!, Un petit jeu sans conséquence et J'me sens pas belle (2004) (dont elle est la tête d'affiche) et Un ticket pour l'espace (2006). En 2002, elle s'aventure dans un registre dramatique avec Filles perdues, cheveux gras. Sa performance lui vaut une nomination au César du meilleur espoir féminin.
En 2007 elle opère un virage dramatique remarqué avec Darling, de Christine Carrière, dont elle tient le rôle-titre. L'année suivante, elle donne la réplique à Sandrine Bonnaire pour Un cœur simple.
Elle s'impose comme une actrice qui compte : en étant au casting des films comme Le Bal des actrices, Le code a changé et Les Yeux de sa mère (2009). Puis en enchaînant les seconds rôles dramatiques : Non ma fille tu n'iras pas danser (2009), L'Immortel (2010), L'Homme qui voulait vivre sa vie (2010).
Elle se hisse ensuite dans des premiers rôles : Happy Few (2010), Boule et Bill (2013), Tiens-toi droite (2014), Papa ou Maman (2015) ou encore Orage (2015).
Son jeu dramatique a été salué par quatre nominations au César de la meilleure actrice : pour Darling (2008), Polisse (2011), Irréprochable (2017), et L'Atelier (2018).

## Biographie

### Jeunesse et formation
Marina Foïs est née le 21 janvier 1970 à Boulogne-Billancourt dans les Hauts-de-Seine, dans une famille soixante-huitarde d'origines russe, juive-égyptienne, allemande et italienne (sarde). Marina Foïs est la fille d'une psychologue féministe et d'un chercheur en physique nucléaire, installés à Orsay dans l'Essonne,,. Elle possède les nationalités française et italienne.
Sa fratrie est constituée de quatre enfants ; elle devient l'aînée en 1999, lorsque son frère, Fabio (1967-1999), polytechnicien, meurt dans un accident d'avion alors qu’il se rendait à une manifestation de voltige aérienne à laquelle il devait participer ; elle est la sœur de Giulia Foïs (née en 1978), journaliste et chroniqueuse, et d’Elena Foïs (née en 1980), médecin hospitalier,, hématologue et compagne de Christophe Dechavanne.
Elle suit des cours d'art dramatique dès l'âge de sept ans ayant décidé d'être actrice, deux années auparavant,.
À huit ans, Marina est victime d’abus sexuels de la part d’un de ses baby-sitters et cela perturbe son rapport à la féminité, encore à l'âge adulte. La psychanalyse l'aidera à combattre sa dysmorphophobie l'ayant poussée à suivre de nombreux régimes,.
Elle suit des cours de théâtre, notamment ceux de Florent, et se découvre une passion pour la comédie en 1986, après avoir joué dans la pièce de Molière L’École des femmes, mise en scène par son ancien baby-sitter, Jean-Marc Brisset. Elle prend alors des cours par correspondance et obtient son baccalauréat deux ans plus tard.

### Les Robins des Bois et Canal + (1996-2001)
En 1996, Marina Foïs rejoint la troupe The Royal Imperial Green Rabbit Company, qui devient par la suite les Robins des Bois. Cette troupe est composée d'élèves du Cours Florent de la classe d'Isabelle Nanty, qui joue d'ailleurs avec eux dans la pièce Robin des Bois, d'à peu près Alexandre Dumas.
C'est cette pièce qui fait remarquer la troupe, dont Marina Foïs, par Dominique Farrugia en 1996. La troupe se voit ainsi offrir de jouer quotidiennement en direct sur la chaîne Comédie ! dans La Grosse Émission pendant deux ans. Pendant cette période, Marina Foïs coécrit de nombreux sketchs avec Pierre-François Martin-Laval et campe des personnages divers et variés, allant de Sophie Pétoncule, d'une stupidité confondante, à la metteuse en scène Marie-Mûre, pédante et autoritaire. Ils continuent l'année suivante leurs apparitions sur Canal+.
En mars 2001, la comédienne se fait connaître au cinéma en tenant le premier rôle féminin du film La Tour Montparnasse infernale, comédie potache portée par deux autres révélations comiques de Canal+, Éric et Ramzy.
À partir de juin 2001, Marina et la troupe se libèrent de leurs obligations quotidiennes pour se consacrer de plus en plus au cinéma. Parmi eux, elle devient l'une des actrices les plus actives en jouant dans presque trois films par an.

### Progression cinématographique dans la comédie (2002-2006)
En 2002, Marina Foïs fait partie de la distribution de la comédie Astérix et Obélix : Mission Cléopâtre réalisée par Alain Chabat. Elle tient aussi d'autres petits rôles dans la comédie d'aventure Le Raid, de Djamel Bensalah, et Jojo la frite, de Nicolas Cuche. Enfin, elle fait partie des trois actrices principales de la comédie dramatique Filles perdues, cheveux gras, de Claude Duty. Elle y donne la réplique à Amira Casar et Olivia Bonamy.
En 2003, elle se contente d'une apparition dans la comédie décalée Mais qui a tué Pamela Rose ?, d'Éric Lartigau puis tient le premier rôle féminin de la comédie Bienvenue au gîte, de Claude Duty.
En 2004, elle retrouve les autres membres de la troupe des Robin des Bois pour leur premier projet cinématographique RRRrrrr!!!, sous la direction d'Alain Chabat. La même année, elle tient le second rôle dans la comédie sportive Casablanca Driver, de Maurice Barthélemy, ainsi que le premier rôle de la comédie romantique J'me sens pas belle, de Bernard Jeanjean, face à Julien Boisselier. Elle reste dans le registre de la romance pour Un petit jeu sans conséquence, de Bernard Rapp. Enfin, elle fait partie de la distribution de la comédie décalée À boire, de Marion Vernoux.
En 2006, Marina Foïs est au casting de la nouvelle comédie d'Éric Lartigau, Un ticket pour l'espace, et de la comédie romantique Essaye-moi, de son ex-compère Robin des Bois Pierre-François Martin-Laval.

### Passage au registre dramatique (2007-2011)
En 2007, Marina Foïs tient le rôle-titre du drame Darling, de Christine Carrière. Ce premier rôle dans un registre dramatique vaut à l'actrice une nomination au César de la meilleure actrice. À côté, la comédie Le Plaisir de chanter, d'Ilan Duran Cohen, passe en revanche inaperçue[réf. nécessaire].
Elle persiste dans le drame en donnant la réplique à Sandrine Bonnaire pour Un cœur simple, de Marion Laine en 2008. La même année, elle retrouve Alain Chabat, comme acteur, pour une comédie décalée, La Personne aux deux personnes, réalisée par deux anciens collaborateurs de Canal+, Nicolas et Bruno.
En 2009, elle fait partie de la distribution principale des comédies Le Bal des actrices de Maïwenn, et Le code a changé de Danièle Thompson. Elle se voit également confier un rôle dans une réalisation de Christophe Honoré, Non ma fille tu n'iras pas danser.
En 2010, elle joue dans le thriller L'Immortel, de Richard Berry, avec un scénario adapté de Alexandre de la Patellière et Matthieu Delaporte. Elle participe à la comédie adulte Happy Few d'Antony Cordier et retrouve Éric Lartigau pour le film dramatique L'Homme qui voulait vivre sa vie, face à Romain Duris.
En 2011, elle participe au film choral Les Yeux de sa mère, de Thierry Klifa, ainsi qu'au drame social Polisse, de Maïwenn. Cette dernière interprétation lui vaut une deuxième nomination au César de la meilleure actrice.

### Tête d'affiche (depuis 2012)

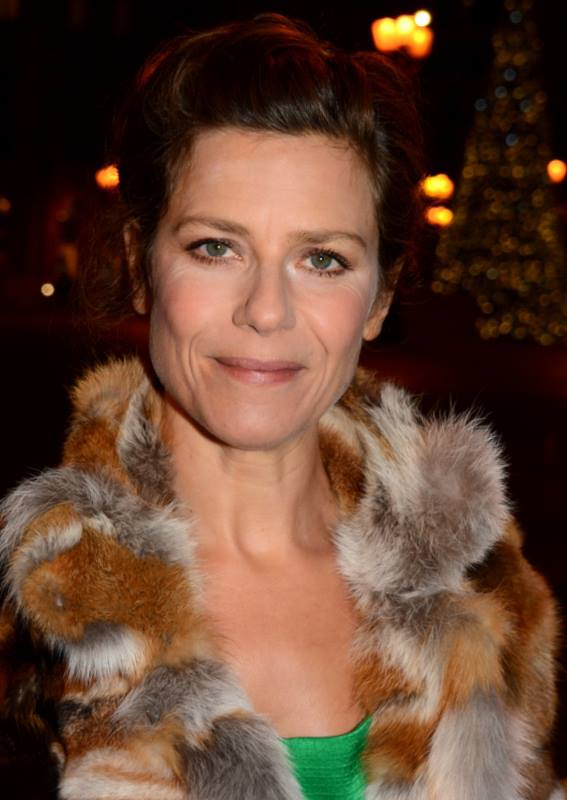
L'actrice au déjeuner des nommés des Césars 2014.

En 2012, Marina Foïs fait face à Mathilde Seigner et Josiane Balasko pour la comédie Maman, réalisée par Alexandra Leclère. Puis en 2013, elle joue le rôle d'une mère idéale pour la comédie familiale Boule et Bill, d'Alexandre Charlot et Franck Magnier. La même année, elle joue dans la satire 100% cachemire, de Valérie Lemercier.
À la suite des échecs critiques de ces comédies populaires, elle se concentre sur des projets plus confidentiels en 2014 : un second rôle dans la comédie dramatique La Ritournelle, de Marc Fitoussi ; puis des rôles principaux dans le drame sportif Bodybuilder, de Roschdy Zem, et dans la comédie Tiens-toi droite, de Katia Lewkowicz, aux côtés de Noémie Lvovsky et Laura Smet.
En 2015, elle revient vers le grand public avec la comédie Papa ou Maman, de Martin Bourboulon. Sur un scénario d'Alexandre de la Patellière et Matthieu Delaporte, elle donne la réplique à Laurent Lafitte. La même année, elle partage l'affiche du drame intimiste Orage avec Sami Bouajila.
Début 2016, elle refuse de participer à la suite de Boule & Bill et revient pour deux autres suites : en février, elle est à l'affiche de La Tour de contrôle infernale, d'Éric Judor et, en décembre, elle joue dans Papa ou Maman 2, toujours sous la direction de Martin Bourboulon.
Parallèlement, elle joue aussi dans le drame Pericle il Nero, de Stefano Mordini, ainsi que dans un autre film dramatique dans la même veine que Darling, Irréprochable. Sa prestation lui vaut sa troisième nomination au César de la meilleure actrice.
En 2017, elle est la tête d'affiche du drame L'Atelier, de Laurent Cantet, et tourne sous la direction de l'acteur Gilles Lellouche pour son premier film, Le Grand Bain.
Elle est membre du collectif 50/50 qui a pour but de promouvoir l’égalité entre les femmes et des hommes et la diversité dans le cinéma et l’audiovisuel,.
Elle est choisie pour présenter la 46e cérémonie des César du cinéma en 2021. Avec seulement 1,6 million de téléspectateurs, cette cérémonie réalise l'un des pires scores d'audience depuis la diffusion des César du cinéma. En pleine crise sanitaire du Covid, la prestation de Marina Foïs et le ton de la cérémonie (marquée notamment par les propos et gestes de Corinne Masiero qui s'est entièrement dévêtue en public), acerbe envers les restrictions touchant le monde de la culture, ont été fortement critiqués. En septembre 2021, Laurent Lafitte, co-auteur avec Blanche Gardin et Marina Foïs de la cérémonie, reconnait : « On aurait pu faire une soirée plus consensuelle, plus joyeuse. Et peut-être qu’on s’est trop laissé emporter par l’humeur de l’année qu’on venait de vivre. On aurait dû résister davantage, rester dans le divertissement ».
En 2022, elle joue le rôle d'une candidate écoféministe à l’élection présidentielle (Corinne Douanier) dans une série pour Netflix, En Place.
L'année suivante, elle hérite d'un rôle difficile, le personnage connu du monde des affaires et toujours en activité, Anne Lauvergeon, qui a dirigé de 2001 à 2010 le leader mondial du nucléaire Areva, dans La Syndicaliste, thriller franco-allemand réalisé par Jean-Paul Salomé, qui raconte le viol d'une militante avec actes de barbarie subi à son domicile d'Auffargis en décembre 2012, par Maureen Kearney, cadre et syndicaliste CFDT d'Areva, qui a dénoncé les manœuvres politico-économiques de l'affaire Maureen Kearney.

### Vie privée et engagements

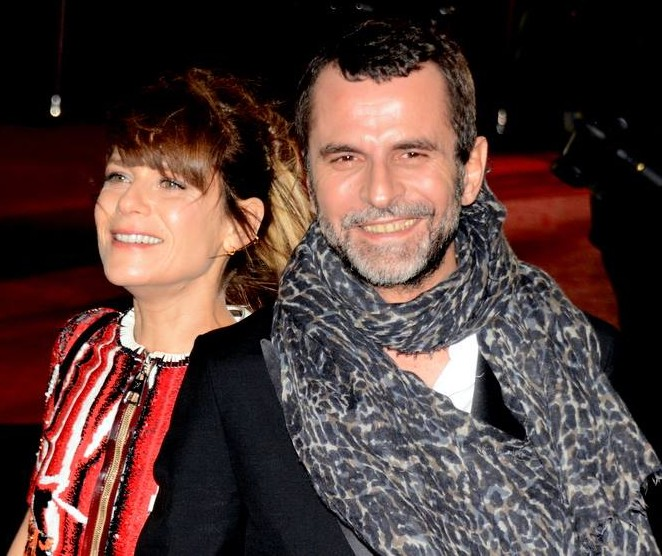
L'actrice avec son compagnon, le réalisateur Éric Lartigau, aux César 2015.

Après avoir été la compagne pendant neuf ans de Maurice Barthélemy, son compère des Robins des Bois, elle a une relation avec l'acteur Maxime Lefrançois, élu Mister Univers 2010.
Elle devient la compagne du réalisateur Éric Lartigau en 1999,. Le 3 décembre 2004, elle donne naissance à un garçon, Lazare. Celui-ci apparaît dans le film Prête-moi ta main, dans le rôle de Sandro. Il fait également une apparition dans Les Infidèles. Le couple a un deuxième garçon, Georges, né le 25 septembre 2008. Marina vit avec ses enfants dans un atelier dans le 9e arrondissement de Paris et son compagnon réside en banlieue,,. En mars 2021, ils se séparent.
Par ailleurs, Marina Foïs participe à des événements au profit d'œuvres caritatives, parmi lesquelles l'association Agir pour les Enfants du Monde (AEM) qui œuvre pour soutenir les familles et les enfants souffrant de la pauvreté dans le monde. En 2013, elle apparaît dans un spot de l'Agence de la biomédecine pour encourager le don d'organes.
En 2022, elle déclare avoir voté pour Jean-Luc Mélenchon au premier tour de l'élection présidentielle, et pour Emmanuel Macron au second.
Le 29 février 2024, lors d'une interview, elle apporte son soutien à Judith Godrèche, après que celle-ci a dénoncé les nombreuses agressions sexuelles sévissant dans le milieu du cinéma. L'année suivante, elle fait part de sa relation amicale avec Zaho de Sagazan.

## Filmographie

### Cinéma

#### Longs métrages

##### Années 1990
- 1994 : Casque bleu de Gérard Jugnot : Julie
- 1998 : Serial Lover de James Huth : Mina Schuster
- 1999 : Trafic d'influence de Dominique Farrugia : l'invitée aux pétards
- 1999 : Mille bornes d'Alain Beigel

##### Années 2000
- 2001 : La Tour Montparnasse infernale de Charles Némès : Stéphanie Lanceval, dite Marie-Joëlle
- 2002 : Astérix et Obélix : Mission Cléopâtre d'Alain Chabat : Sucettalanis
- 2002 : Le Raid de Djamel Bensalah : la nourrice des enfants de Carlito
- 2002 : Jojo la frite de Nicolas Cuche : Marie
- 2002 : Filles perdues, cheveux gras de Claude Duty : Natacha
- 2003 : Mais qui a tué Pamela Rose ? d'Éric Lartigau : la cliente de la pharmacie
- 2003 : Bienvenue au gîte de Claude Duty : Caroline
- 2003 : Les Clefs de bagnole de Laurent Baffie : elle-même
- 2004 : RRRrrrr!!! d'Alain Chabat : Guy
- 2004 : Casablanca Driver de Maurice Barthélemy : Sandy
- 2004 : J'me sens pas belle de Bernard Jeanjean : Fanny Fontana
- 2004 : À boire de Marion Vernoux : Bénédicte
- 2004 : Un petit jeu sans conséquence de Bernard Rapp : Axelle
- 2006 : Un ticket pour l'espace d'Éric Lartigau : Soizic Le Guilvinec
- 2006 : Pardonnez-moi de Maïwenn (coupée au montage)
- 2006 : Essaye-moi de Pierre-François Martin-Laval : la mère de Firmin
- 2007 : Darling de Christine Carrière : Catherine Nicolle, dite « Darling »
- 2007 : Le Plaisir de chanter d'Ilan Duran Cohen : Muriel
- 2008 : Un cœur simple de Marion Laine : Mathilde Aubain
- 2008 : La Personne aux deux personnes de Nicolas et Bruno : Muriel Perrache
- 2009 : Le Bal des actrices de Maïwenn : elle-même
- 2009 : Le code a changé de Danièle Thompson : Mélanie Carcassonne
- 2009 : Non ma fille tu n'iras pas danser de Christophe Honoré : Frédérique

##### Années 2010
- 2010 : L'Immortel de Richard Berry : Marie Goldman
- 2010 : Happy Few d'Antony Cordier : Rachel
- 2010 : L'Homme qui voulait vivre sa vie d'Éric Lartigau : Sarah Exben
- 2011 : Les Yeux de sa mère de Thierry Klifa : Maylis Tremazan
- 2011 : Polisse de Maïwenn : Iris
- 2012 : Maman d'Alexandra Leclère : Alice
- 2013 : Boule et Bill d'Alexandre Charlot et Franck Magnier : Carine, la maman
- 2013 : Vandal d'Hélier Cisterne : Hélène
- 2013 : 100% cachemire de Valérie Lemercier : Sophie
- 2014 : La Ritournelle de Marc Fitoussi : Christiane
- 2014 : Bodybuilder de Roschdy Zem : Léa
- 2014 : Tiens-toi droite de Katia Lewkowicz : Louise
- 2015 : Papa ou Maman de Martin Bourboulon : Florence Leroy
- 2015 : Orage de Fabrice Camoin : Maria
- 2016 : La Tour de contrôle infernale d'Éric Judor : Stéphanie Lanceval, dite Marie-Joëlle
- 2016 : Pericle il Nero de Stefano Mordini : Anastacia
- 2016 : Irréprochable de Sébastien Marnier : Constance
- 2016 : Papa ou Maman 2 de Martin Bourboulon : Florence Leroy
- 2017 : L'Atelier de Laurent Cantet : Olivia
- 2018 : Le Grand Bain de Gilles Lellouche : Claire
- 2018 : Gaspard va au mariage d'Antony Cordier : Peggy
- 2019 : Une intime conviction d'Antoine Raimbault : Nora

##### Années 2020
- 2020 : Énorme de Sophie Letourneur : Claire
- 2020 : Gli infedeli de Stefano Mordini : l'épouse
- 2021 : Ils sont vivants de Jérémie Elkaïm : Béatrice
- 2021 : La Salamandre d'Alex Carvalho : Catherine
- 2021 : Barbaque de Fabrice Éboué : Sophie Pascal
- 2021 : La Fracture de Catherine Corsini : Julie
- 2022 : As bestas de Rodrigo Sorogoyen : Olga
- 2022 : En roue libre de Didier Barcelo : Louise
- 2022 : L'Année du requin de Zoran et Ludovic Boukherma : Maja
- 2022 : Stella est amoureuse de Sylvie Verheyde : la mère de Stella
- 2022 : Cet été-là d'Éric Lartigau : Sarah
- 2023 : La Syndicaliste de Jean-Paul Salomé : Anne Lauvergeon
- 2023 : Captives d'Arnaud des Pallières : la douane
- 2024 : Magma de Cyprien Vial : Katia Reiter
- 2025 : I Love Peru de Raphaël Quenard et Hugo David : elle-même
- 2025 : Je le jure de Samuel Theis : La Présidente de la Cour d'Assises
- 2025 : Moi qui t'aimais de Diane Kurys : Simone Signoret

#### Courts métrages
- 1993 : La Perme d'Emmanuel Silvestre et Thibault Staib : Solange
- 1999 : L'Amour déchiré de Yann Piquer
- 1999 : Rien ne sert de courir de Patrick Bosso : la femme
- 1999 : Triste à mourir d'Alexandre Billon : Noémie
- 2000 : Uppercut de Patrice Jourdan et Sören Prévost : la jeune fille
- 2002 : Restauratec de Nicolas et Bruno : dame de service 1
- 2006 : Les Hommes s'en souviendront... de Valérie Müller : Simone Veil
- 2012 : Frank-Étienne vers la béatitude de Constance Meyer : Glaïeul
- 2017 : Les Réfugiés de Matthieu Tribes : la mère

### Doublage
- 2005 : Madagascar : Gloria
- 2008 : Madagascar 2 : Gloria
- 2009 : Joyeux Noël Madagascar : Gloria (téléfilm)
- 2012 : Madagascar 3 : Gloria
- 2024 : Blue et Compagnie : la licorne (Emily Blunt) (voix)

### Télévision
- 1997 : Et si on faisait un bébé ? de Christiane Spiero (téléfilm) : Marianne
- 1997-1999 : La Grosse Émission (émission sur Comédie !)
- 1999-2000 : Nulle part ailleurs (émission sur Canal+)
- 2000-2001 : L'Instant norvégien dans l'émission Nulle part ailleurs
- 2000-2001 : La Cape et l'Épée (série sur Canal+)
- 2003 : Le Grand Plongeoir (émission sur France 2)
- 2012 : Bref (série sur Canal+)
- 2013 : Tout est permis d'Émilie Deleuze (téléfilm) : La psy
- 2014 : 3 x Manon de Jean-Xavier de Lestrade (mini-série) : Monique
- 2015 : Démons de Marcial Di Fonzo Bo (téléfilm) : Katarina
- 2017 : Manon 20 ans de Jean-Xavier de Lestrade (mini-série) : Monique
- 2019 : Les Sauvages de Rebecca Zlotowski : Marion Ribheiro
- 2023 : En place, série Netflix de Jean-Pascal Zadi et François Uzan : Corinne Douanier
- 2024 : Furies (série Netflix) : Selma
- 2024 : LOL : qui rit, sort ! (saison 4) sur Amazon Prime : participation

### Internet
- 2022 : Hot Ones, présentée par Kyan Khojandi

### Publicités
- Voix pour des publicités pour Orangina Rouge : Mais pourquoi est il aussi méchant ?
- Voix pour des publicités françaises de la marque Seat (également à la radio)
- 2017 : publicité Protégeons les humains, pas les frontières de Matthieu Tribes pour le Collectif pour une Nation Refuge (CNR)[28]

## Théâtre
- 1986 : L'École des femmes de Molière, mise en scène Jean-Marc Brisset
- 1987 : L'Occasion de Prosper Mérimée, mise en scène Fanny Mentre
- 1988 : Britannicus de Racine, mise en scène Olivier Médicus
- 1988 : Britannicus de Racine, mise en scène Jean-Marc Brisset
- 1991 : Le Bébé de Monsieur Laurent de Roland Topor, mise en scène Jean-Christophe Berjon
- 1991 : 29 degrés à l'ombre et Maman Sabouleux d'Eugène Labiche, mise en scène Isabelle Nanty
- 1992 : Zizanie de Julien Vartet, mise en scène Raymond Acquaviva, Théâtre de la Potinière
- 1993 : Reniflard and Co. des Marx Brothers, mise en scène Jean-Christophe Berjon
- 1993 : Souffleurs de Dino Buzzati, mise en scène Jean-Christophe Berjon
- 1994 : La Princesse d'Élide de Molière, mise en scène Jean-Luc Revol
- 1995 : L'Heureux Stratagème de Marivaux, mise en scène Jean-Luc Revol
- 1996 : Dorothy Parker : Les heures blêmes de Dorothy Parker, mise en scène Jean-Luc Revol
- 1997 : Robin des Bois d'à peu près Alexandre Dumas d'après Alexandre Dumas, mise en scène Pierre-François Martin-Laval écrite par Marina Foïs et Pierre-François Martin-Laval.
- 2005 : La Tour de la Défense de Copi, mise en scène Marcial Di Fonzo Bo, MC93 Bobigny
- 2006 : La Tour de la Défense de Copi, mise en scène Marcial Di Fonzo Bo, Comédie de Valence, Festival d'Avignon, MC93 Bobigny
- 2006 : Les poulets n'ont pas de chaises de Copi, mise en scène Marcial Di Fonzo Bo et Élise Vigier, Festival d'Avignon
- 2006 : Viol de Botho Strauss, mise en scène Luc Bondy, Odéon-Théâtre de l'Europe
- 2008 : La Estupidez (La Connerie) de Rafael Spregelburd, mise en scène Marcial Di Fonzo Bo et Élise Vigier, Théâtre national de Chaillot, Théâtre national de Bretagne, Théâtre des Célestins puis 2009 : Théâtre national de Chaillot, Théâtre national de Toulouse Midi-Pyrénées
- 2010 : Une maison de poupée d'Henrik Ibsen, mise en scène Jean-Louis Martinelli, Théâtre Nanterre-Amandiers
- 2011 : Harper Regan de Simon Stephens, mise en scène Lukas Hemleb, Maison de la Culture d'Amiens, Théâtre du Rond-Point, Théâtre des Treize Vents, tournée
- 2012 : Une maison de poupée d'Henrik Ibsen, mise en scène Jean-Louis Martinelli, Théâtre Nanterre-Amandiers, CDDB-Théâtre de Lorient, Théâtre national de Nice, Schauspielhaus, Théâtre du Gymnase
- 2015 : Démons de Lars Noren, mise en scène Marcial Di Fonzo Bo, Théâtre du Rond-Point
- 2018 : Les Idoles de Christophe Honoré, mise en scène de l'auteur, Théâtre national de Bretagne
- 2019 : Les Idoles de Christophe Honoré, mise en scène de l'auteur, théâtre de l'Odéon
- 2025 : Les Idoles de Christophe Honoré, mise en scène de l'auteur, théâtre de la Porte-Saint-Martin

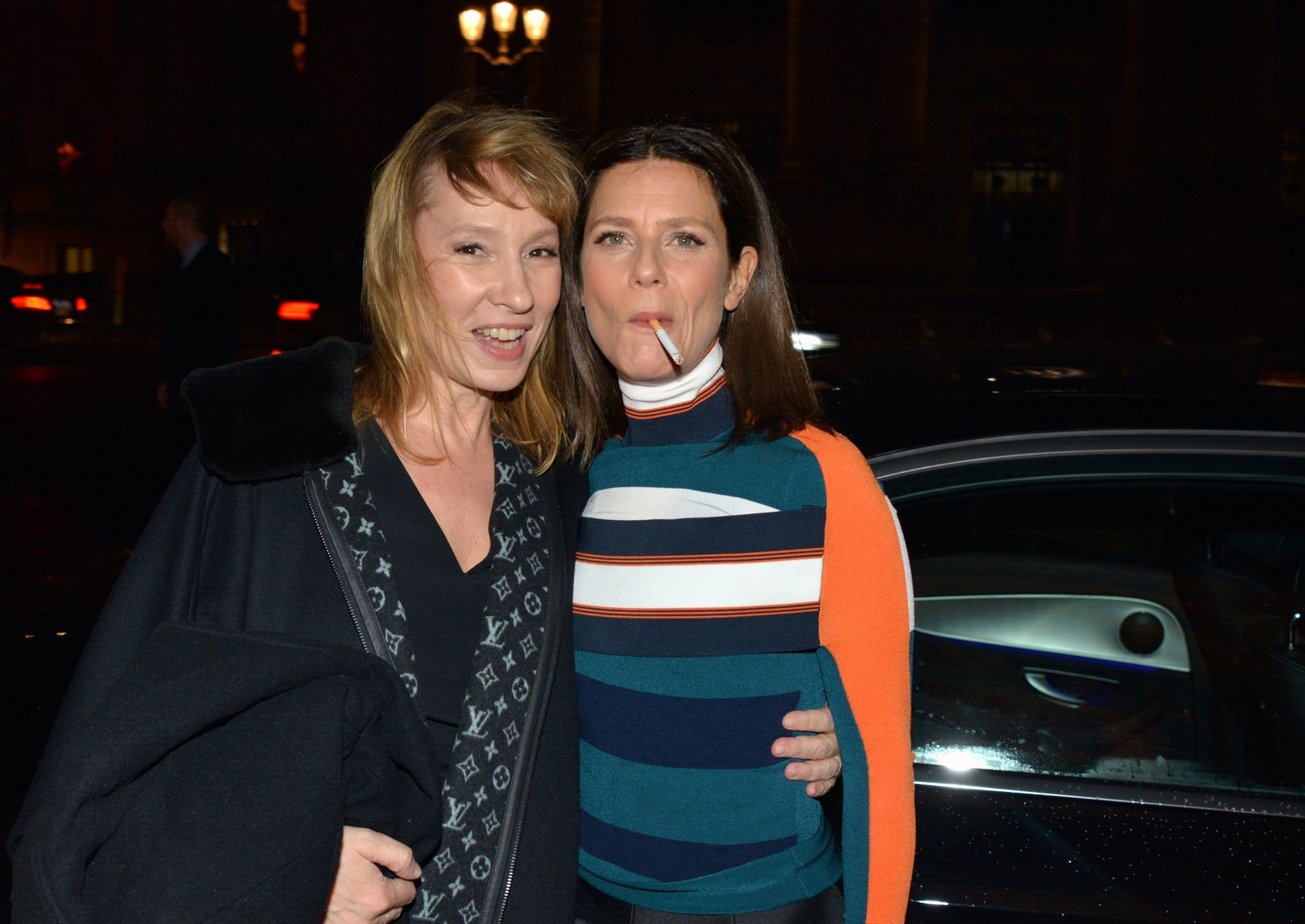
L'actrice aux côtés d'Emmanuelle Bercot, également nommée aux Césars 2018.

## Distinctions

### Récompenses
- Globes de Cristal 2012 : Prix de la meilleure actrice pour Polisse (récompense partagée avec Karin Viard)
- Molières 2019 : Molière de la comédienne dans un spectacle de théâtre public pour Les Idoles

### Nominations
- César 2003 : César du meilleur espoir féminin pour Filles perdues, cheveux gras
- Lumières 2008 : Lumière de la meilleure actrice pour Darling
- César 2008 : César de la meilleure actrice pour Darling
- Lumières 2012 : Lumière de la meilleure actrice pour Polisse
- César 2012 : César de la meilleure actrice pour Polisse
- César 2017 : César de la meilleure actrice pour Irréprochable
- César 2018 : César de la meilleure actrice pour L'Atelier
- Feroz 2023 : Feroz de la meilleure actrice pour As bestas
- Goya 2023 : Goya de la meilleure actrice pour As bestas